# Auguste Pierre Walbourg Gemeau
 (juillet 2019).
Si vous disposez d'ouvrages ou d'articles de référence ou si vous connaissez des sites web de qualité traitant du thème abordé ici, merci de compléter l'article en donnant les références utiles à sa vérifiabilité et en les liant à la section « Notes et références ».
Auguste Pierre Walbourg Gemeau, né à Paris le 4 janvier 1790, mort à Sens le 24 janvier 1868, est un général et sénateur français.

## Biographie
Élève à l'École militaire, le 5 mai 1808, sous-lieutenant au 25e léger, le 24 mars 1809, sous-adjudant-major au 4e régiment des voltigeurs de la Garde impériale, le 19 septembre 1809 ; lieutenant adjudant-major, le 17 février 1811 ; lieutenant aide-de-camp du général Mouton-Duvernet, le 9 janvier 1812 ; capitaine aide-de-camp du même général, le 25 mars 1813 ; chef de bataillon à la suite de l'état-major général le 2 avril 1813 ; chef de bataillon au 6e léger le 26 août suivant ; il passa avec le même grade au 1er régiment d'infanterie de la Garde royale le 24 février 1819 ; lieutenant-colonel du 7e régiment d'infanterie de ligne, le 22 juillet 1823 ; colonel du 20e léger le 23 mai 1825 ; maréchal de camp le 9 janvier 1833 et enfin lieutenant-général le 20 octobre 1845.
Cet officier général, a fait la campagne de 1809 en Allemagne, celles de 1810, 1811 et 1812 en Espagne, celle de 1813 à la Grande Armée. Il a assisté en 1814 au siège de Phalsbourg, a fait la campagne de 1815 à la Grande Armée, de 1823 en Espagne, et de 1832 à l'armée du Nord. Il fut blessé d'un coup de feu au bas-ventre à la bataille de Leipzig le 18 octobre 1813, et d'un coup de feu au genou à la bataille de Fleurus, le 16 juin 1815.
Il a commandé successivement les 5e, 7e et 6e divisions militaires.
Un décret du 15 juin 1849 l'a nommé commandant supérieur de toutes les troupes stationnées dans la 6e division militaire, en y comprenant celles qui font partie de l'armée des Alpes. Immédiatement installé, il instaure l’état de siège sur toute l'étendue de son commandement en réaction au complot de Lyon.
Il devient sénateur sous le Second Empire, à la fin de 1852.
Le général Gémeau fut nommé chevalier de la Légion d'honneur le 15 octobre 1814 ; chevalier de Saint-Louis le 17 janvier 1815 ; officier de la Légion d'honneur le 10 juillet 1823, commandeur le 25 avril 1840, grand officier le 24 octobre 1848. Il devient titulaire de la Médaille militaire le 13 juin 1852.
Il est en outre décoré de l'ordre de Saint-Ferdinand d'Espagne (2e classe) depuis 1823.